# El Campillo de la Jara
El Campillo de la Jara är en ort i Spanien.   Den ligger i provinsen Toledo och regionen Kastilien-La Mancha, i den centrala delen av landet, 150 km sydväst om huvudstaden Madrid. El Campillo de la Jara ligger 652 meter över havet och antalet invånare är 448.
Terrängen runt El Campillo de la Jara är varierad.Runt El Campillo de la Jara är det mycket glesbefolkat, med 5 invånare per kvadratkilometer. Närmaste större samhälle är Sevilleja de la Jara, 8,0 km öster om El Campillo de la Jara. Omgivningarna runt El Campillo de la Jara är huvudsakligen savann.